# All the Stars and Boulevards
All the Stars and Boulevards è il primo album in studio del gruppo alternative rock statunitense Augustana, pubblicato nel 2005.

## Tracce
1. Mayfield – 3:16
2. Bullets – 3:11
3. Hotel Roosevelt – 3:50
4. Boston – 4:06
5. Stars and Boulevards – 4:21
6. Feel Fine – 3:45
7. Wasteland – 3:59
8. Lonely People – 3:48
9. Sunday Best – 3:22
10. California's Burning – 3:45
11. Coffee and Cigarettes – 4:02

## Formazione
- Dan Layus – voce, chitarra, piano
- Josiah Rosen – chitarra, voce
- Jared Palomar – basso, voce, tastiere
- Justin South – batteria, percussioni
- Brendan O'Brien – tastiere, percussioni, cori, mandolino, slide guitar, produzione